# 馬庫斯·加維公園
40°48′16″N 73°56′37″W / 40.804487°N 73.943696°W

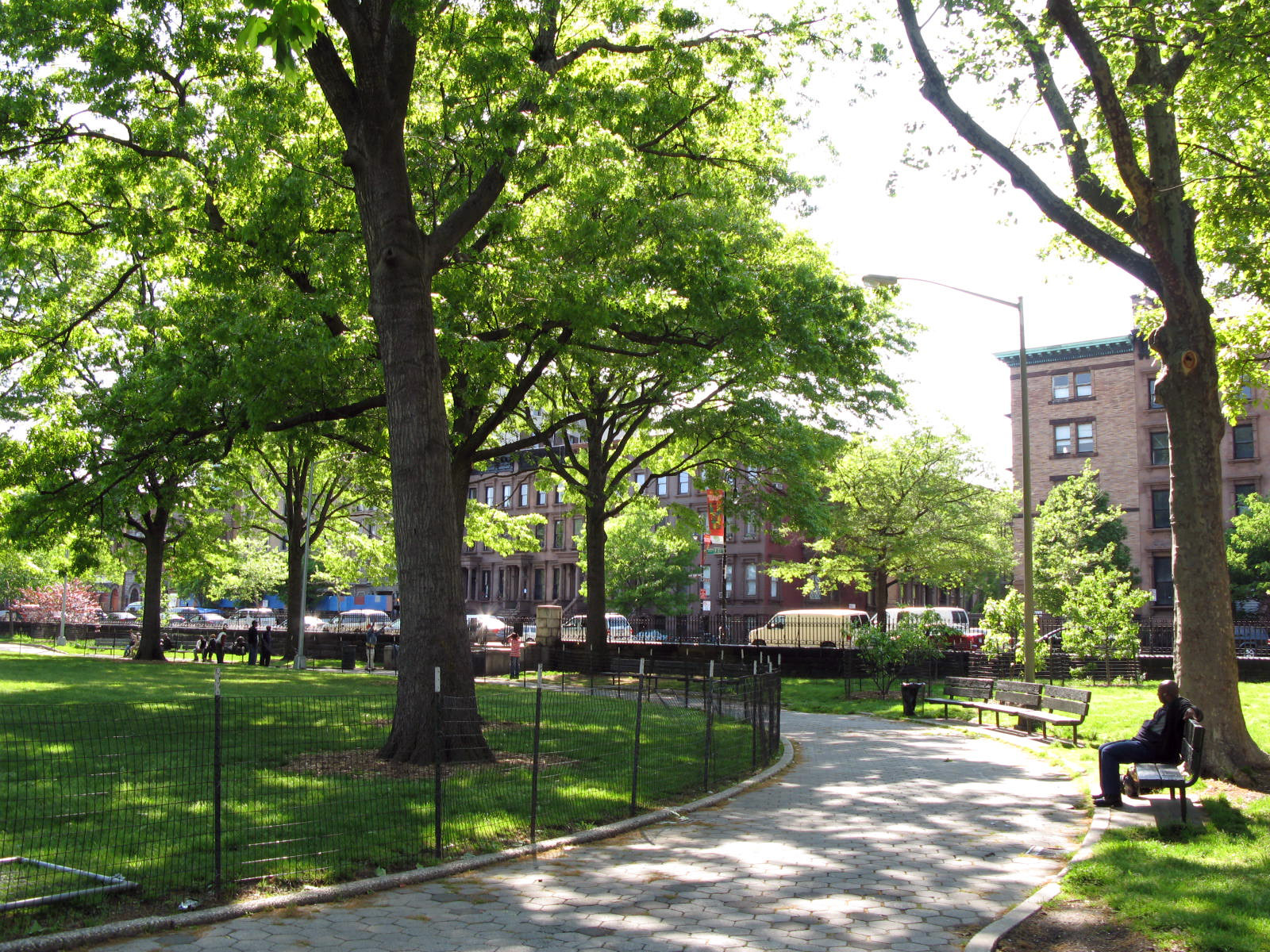

馬庫斯·加維公園（Marcus Garvey Park），也稱莫里斯山公園（Mount Morris Park），是紐約市曼哈頓的一個公園，面積20.17-英畝（81,600-平方）。在歐洲人到來之前，馬庫斯·加維公園曾是印第安人的瞭望站。在19世紀紐約開發時期，由於馬庫斯·加維公園一帶多石山較難開發，因此作為公園得到保留，在1849年開放。